# Фінал Наступного Покоління ATP
Фінал Наступного Покоління ATP —  щорічний тенісний турнірі для юнаків, який проводиться з 2017 року та завершує сезон для тенісистів до 21 року.

## Історія
Після тендеру ATP оголосила, що Федерація тенісу Італії спільно з Олімпійським комітетом Італії організують новий турнір ATP для професійних тенісистів віком до 21 року. Перший такий турнір відбувся у Мілані.

## Формат
Турнір триває п'ять днів. Гравці розбиваються на дві групи, після яких відбуваються півфінали та фінал. Турнір розігрується тільки в одиночному розряді серед 7 гравців, які кваліфікувалися на нього за рейтингом та одного, якому надають спеціальний допуск.

## Правила
Правила на турнірі значно відрізняються від традиційних правил на турнірах ATP:
| - Матчі тривають до перемоги у трьох сетах - Сети тривають до перемоги у чотирьох геймах - Тай-брейк відбувається за рахунку 3-3 - Немає гри на більше-менше - Якщо м'яч торкнувся сітки при подачі, розіграш триває | - Матч починається за 5 хвилин після виходу на корт другого гравця - Встановлено годинник для дотримання правила 25 секунд - Не більше однієї медичної перерви на гравця на матч - Обмеження щодо того, коли тренери можуть спілкуватися з гравцями - Глядачам дозволено ходити під час матчу (за винятком задньої лінії) |

## Очки рейтингу та призові гроші
За участь у турнірі гравцям не надаються очки до рейтингу ATP, проте турнір має призовий фонд, який становить $1,275,000.

## Кваліфікація
Найкращі семеро гравців у Гонка ATP до Мілану кваліфікуються на турнір. Восьме місце відводиться на спеціальний допуск, який надають переможцю кваліфікаційного турніру. Участь у турнірі можуть взяти гравці віком до 21 року включно (народжені у 1997 чи пізніше для участі у турнірі 2018 року).

## Результати

### Одиночний розряд
| Місце  | Рік  | Переможець                                       | Фіналіст                                         | Рахунок                                          |
| ------ | ---- | ------------------------------------------------ | ------------------------------------------------ | ------------------------------------------------ |
| Мілан  | 2017 | Чон Хьон                                         | Андрій Рубльов                                   | 3–4(5–7), 4–3(7–2), 4–2, 4–2                     |
| Мілан  | 2018 | Стефанос Ціціпас                                 | Алекс де Мінор                                   | 2–4, 4–1, 4–3(7–3), 4–3(7–3)                     |
| Мілан  | 2019 | Яннік Сіннер                                     | Алекс де Мінор                                   | 4-2, 4-1, 4-2                                    |
| Мілан  | 2020 | через пандемію коронавірусу турнір не проводився | через пандемію коронавірусу турнір не проводився | через пандемію коронавірусу турнір не проводився |
| Мілан  | 2021 | Карлос Алькарас                                  | Себастіан Корда                                  | 4–3(7–5), 4–2, 4–2                               |
| Мілан  | 2022 | Брендон Накашіма                                 | Їржі Лечечка                                     | 4–3(7–5), 4–3(8–6), 4–2                          |
| Джидда | 2023 | Гамад Меджедовіч                                 | Артур Фіс                                        | 3–4(6–8), 4–1, 4–2, 3–4(9–11), 4–1               |
| Джидда | 2024 | Жуан Фонсека                                     | Лернер Тьєн                                      | 2–4, 4–3(10–8), 4–0, 4–2                         |